# Brisighella
Brisighella là một đô thị ở tỉnh Ravenna trong vùng Emilia-Romagna, tọa lạc khoảng 45 km về phía đông nam của Bologna và khoảng 40 km về phía tây nam của Ravenna.
Brisighella giáp các đô thị sau: Casola Valsenio, Castrocaro Terme e Terra del Sole, Faenza, Forlì, Marradi, Modigliana, Palazzuolo sul Senio, Riolo Terme.